# Iris macrosiphon
Iris macrosiphon är en irisväxtart som beskrevs av John Torrey. Iris macrosiphon ingår i släktet irisar, och familjen irisväxter.
Artens utbredningsområde är Kalifornien. Inga underarter finns listade i Catalogue of Life.

## Bildgalleri

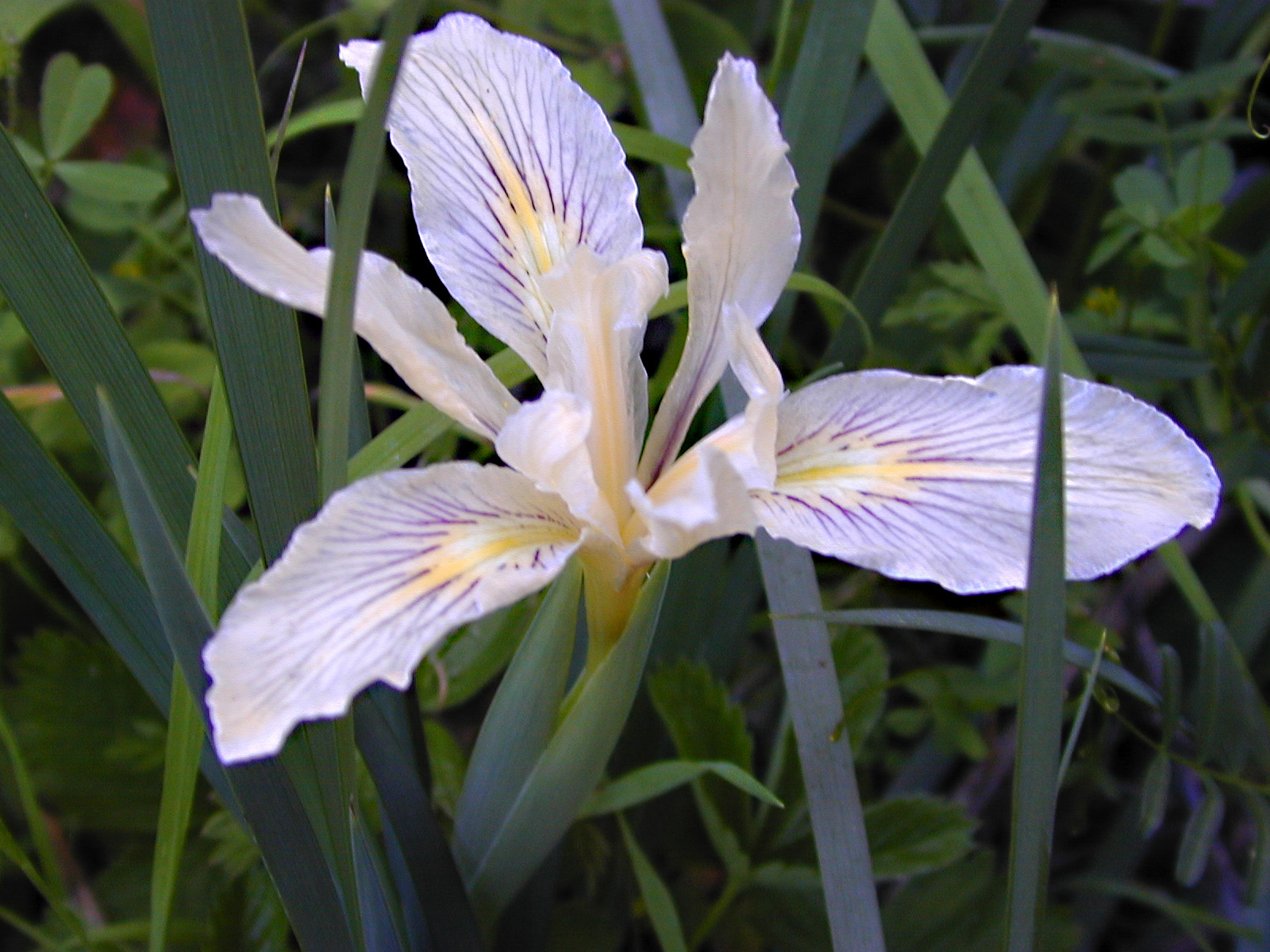